# Unplugged II: Раритеты
«Unplugged II: Раритеты» — пятый студийный альбом питерской группы «Animal ДжаZ», вышедший в 2006 году.

## Об альбоме
В релиз включены акустические версии редко исполняемых на концертах вещей группы, а также несколько композиций из «электрического» альбома Шаг Вдох. Например, в «Unplugged. Part II. Раритеты» вошла песня «Шаг Вдох». Она находится в ротации на «Нашем Радио» и стала заглавной темой кинофильма «Граффити», который отобран в программу Токийского кинофестиваля 2007 года.
В записи участвовали две гитары, бас, легкая перкуссия и голос.
На песню «Три Полоски» был снят клип (реж. Евгений Казаков). Кроме того на ежегодной премии RAMP, учрежденной музыкальным телеканалом A-One, Animal ДжаZ победили в номинации «Лучший хит года» за песню «Три Полоски».
Песня «Шаг Вдох» входит в саундтрек фильма Граффити (реж. Игорь Апасян).

## Список композиций
| №   | Название              | Длительность |
| --- | --------------------- | ------------ |
| 1.  | «Шаг Вдох»            | 4:11         |
| 2.  | «Три полоски»         | 4:15         |
| 3.  | «Никому»              | 3:44         |
| 4.  | «Первый»              | 3:55         |
| 5.  | «10000 сигарет назад» | 2:38         |
| 6.  | «Аравика»             | 4:27         |
| 7.  | «Игра без правил»     | 2:19         |
| 8.  | «Без тебя»            | 3:43         |
| 9.  | «Оранжевый Дао»       | 4:04         |
| 10. | «Стереолюбовь»        | 3:00         |
| 11. | «Уходишь»             | 3:29         |
| 12. | «Смейся»              | 3:06         |